# Александър Пичушкин
Александър Пичушкин (на руски: Алекса́ндр Пичу́шкин, роден на 9 април 1974 г. в град Митишчи в Русия), известен като Битцевския маниак, е сериен убиец.
Убива около 60 души в периода 2001 – 2006 година в югозападната част на Битцевски парк в Москва, където са намерени последните от телата на жертвите, повечето ранни убийства извършва докато шахтите за отводняване в парка не са заключени така че телата хвърлени в тях са отнесени далеч от района на извършване на престъплението. Първото убийство извършва като студент, през 1992 година, когато удушава свой съученик, който му е приятел, а серийните убийства започва през 2001 г. Наречен е в медиите „шахматният убиец“, след като казва на следователите, че е имал намерение да извърши 64 убийства, толкова, колкото са полетата на шахматната дъска.
Почти всички от жертвите му са мъже алкохолици предимно възрастни и само две жени, а третата успява да избяга, но не помни нищо. Пичушкин примамва жертвите си в парка с водка, където ги хвърля в канализационните шахти, а по-късно започва да им разбива главите с чук или кози крак (на руски: гвоздодёр) като често оставя в отворите на черепите им пръчка или гърло от бутилка водка.
Пичушкин е арестуван на 16 юни 2006, 11 дни след като убива последната си жертва – жена, която оставя в реката, минаваща през парка. Жената е негова приятелка, с която той излиза на разходка в парка, но преди това тя оставя на сина си бележка с неговото име. На 29 юни 2007 г. срещу него започва да се води дело в Москва за 49 убийства и 3 опита за убийство, но Пичушкин казва, че съдът трябва да вземе под внимание още 11 смъртни случая.
Психиатричната клиника в Москва установява, че той е напълно вменяем, но изключително избухлив с бързо променящо се настроение, което го прави способен да извърши още убийства.
На 24 октомври 2007 г. Пичушкин единодушно е признат от Московския градски съд в извършването на 48 убийства и 3 опита за убийства.
На 29 октомври същата година Московския градски съд издава на Пичушкин доживотна присъда в затвор със специален режим. По време на излежаването на присъдата на него ще му бъде прилагано принудително лечение от психиатър. Пичушкин е признат за виновен в убийството на 48 души, а той признава извършването на още 13 убийства.